# 宇宙島へ行く少年
『宇宙島へ行く少年』（うちゅうとうへゆくしょうねん、原題：Island In The Sky）は、イギリス生まれの作家アーサー・C・クラークが書いたSF小説である。宇宙ステーションに行く機会を得た少年の体験談を、オムニバス形式で描いたものである。

## あらすじ

### 1 宇宙への大当たり
少年ロイ・マルカムは、航空会社が主催するクイズ大会の決勝戦に臨んでいた。他の5人を振り切ってロイが優勝した。司会者が言った。「世界のどこでも行けます。行きたい場所はどこです」。ロイは答えた。「低位ステーション」。ロイは、弁護士である叔父と打ち合わせていたのだ。地球の範疇には、2054年のティコ協定によって高度1000キロまでに存在するものが含まれるということを。航空会社が出した条件はふたつ。両親の同意書と完全な健康診断だった。同意書は難なく得られたが、問題は健康診断だった。だが医者たちは、ロイの宇宙行きを応援する気持ちでいた。

### 2 重力よ、さらば
ニューギニアの高原にある「ゴダード宇宙港」から、ロイは貨物宇宙船に便乗するかたちで打ち上げられることになった。船は初めにブースターロケットだけの推力で上昇し、次に本体のロケットが点火した。ロイは地上の3倍になった体重にも耐えた。そしてロケット噴射が終わり、無重力の世界が訪れた。安全ベルトを外してもらい、窓から地球を眺めた。やがて低位ステーションが見えてきた。その姿は、金属の梁を円盤状に組み合わせた格子構造で、表面のあちこちに球体が管で連結された「混乱」といえるものだった。ドッキングのあとでロイは操縦士に連れられて、ドイル指令のもとに引き渡された。ドイル指令は、プロボクサーのように頑丈な上半身を持っていたが、腕を使って椅子から立ち上がった彼には、両脚がなかった。だが、無重力のもとでは脚の有無は行動に関係ないのだ。ここには約100人がいて、うち10人は練習生である。練習生はロイより少し年上で、そのうちの最年長であるティムから、いろいろな指導を受けた。

### 3 モーニング・スター号
ステーションからそれほど離れていない場所に、古い宇宙船の墓場があった。すべて計器や外板ははぎとられていた。その中に「モーニング・スター号」があった。この船は、はじめて金星まで周航して帰還したのだ。これを練習生たちが、正常に動作するまでに修理していた。ロケット燃料さえあれば短距離航行ができるはずである。ドイル指令も、修理は訓練の一環とみて容認していた。ほかにも、練習生たちが宇宙船から回収した資材で組み立てた「スカイラーク号」があった。与圧円筒にロケットエンジンと補助ジェット、無線機とエアロックだけがついたものである。ロイはこれに乗って、モーニング・スター号とのあいだを往復した。あるとき、ステーションでの練習生の授業（ロイも受講していた）でドイル指令が、流星が宇宙船にぶつかったときの対処方法を講義した。応急修理のときに使う円盤状のものを、開いた穴のところにかぶせて空気圧でふさぐ方法も教えてくれた。その瞬間、爆発音がして教室の空気が漏れ始めた。

### 4 海賊の来襲
全員が流星衝突だと判断した。ちょうど円盤の実物を持っていた練習生が、穴に置いて空気漏れは止まった。ドイル指令はストップウォッチを手にして言った。「きわめて優秀な成績だ」。これも応急対応の訓練だったのだ。ある日のこと、「シグヌス号」という貨物宇宙船が、ステーションから10マイルほど離れたところに停泊した。乗組員は2名で、毎日のようにステーションへ郵便物を受け取りにきたが、船を動かす気配はなかった。練習生たちは、火星や金星に麻薬を運ぶ密輸船ではないかと推測した。乗組員が2名ともステーションに滞在しているあいだに、練習生のベイターとカールが宇宙服で移動してシグヌス号に忍び込んだ。貨物船の中には、20挺ほどの光線銃とおぼしきものがあった。すぐにステーションに戻ろうとしたが、外に宇宙船が連結し何者かが入ってきた。

### 5 アトラクション
ベイターとカールは光線銃をかまえて、侵入者と対峙した。「その銃では、ネズミ一匹殺せないぞ」。侵入者たちは大笑いした。それらの銃は、映画撮影のための小道具だった。これが縁で、練習生たちは映画スタッフと仲良くなった。続々と出演する有名な俳優や女優も到着した。撮影が始まると、練習生たちはスカイラーク号でしょっちゅう見学に出かけた。やがて映画スタッフが準備していた照明が、能力不足という問題がおこった。そこで古い太陽発電所の反射鏡を使った、応急のサーチライトが作られた。反射鏡の制御室にドイル指令と何人かの練習生が乗り込んでいるとき、宇宙服を着た俳優が鏡を見るために近づいてきた。彼は反射鏡の焦点に向かってきた。このままでは、黒焦げになってしまう。

### 6 宇宙の病院
俳優に無線で連絡しても、初心者の彼が適切な回避行動がとれるかわからない。「つかまれ。鏡を動かす」。ドイル指令の大声とともに、反射鏡の制御ロケットが点火された。鏡の焦点はそれたが、設計を超える回転モーメントのため一部はちぎれてしまった。その後のある日、ステーションに来たばかりの一人の乗客が重態になり、すぐに手術が必要になった。宇宙病院はあるが、いまステーションにある宇宙船は修理中のものだけで航行可能な船はない。練習生のティムはドイル指令を説き伏せ、モーニング・スター号を使うことを了承させた。条件はひとつ、ドイル指令が自分で操縦すること。燃料を入れられた船は、100年ぶりに航行を開始し、無事に患者を宇宙病院に送り届けた。ステーションに戻るためにモーニング・スター号を使うことをドイル指令は許可しなかった。彼は言った。「運だめしは一度でいい」。そのため、迎えの船が来るまでの2日間、練習生たちは宇宙病院を見学する機会を得た。病院の生物学研究室に一本の木があったが、それは地球や他の惑星でも見たことがない姿をしていた。近づいたロイたちに、長い枝のようなものが伸びてきてからみついた。

### 7 怪物の世界
練習生たちはその触手を、簡単に外すことができた。それは地球上でヒドラと呼ばれる腔腸動物で、無重力状態のもとで巨大化したものだった。そのほかにも、羽根の長さが1フィートもあるハエなどがいた。それはショウジョウバエの一種の「ミバエ」だというではないか。さらに宇宙病院の中には重力部門の研究施設もあり、ロイは円筒を回転させて人工重力をつくりだす機械に乗せてもらった。回転速度が上昇し、ロイが「木星の重力みたいだ」とうめいたとき、技師が言った。「まだ地球重力の半分だ」。ロイの身体は無重力に慣れきってしまっていたのだ。やがてドイル指令と練習生を、ステーションに連れ戻す連絡ロケットが到着した。全員が搭乗し、発進までの時間が30分をきるころ、ロイは急に眠くなりやがて意識を失った。

### 8 深淵の中へ
ドイル指令は即座に判断して、非常用酸素を使った。ロイが気絶した原因は、酸素不足のためだった。他の乗組員にも、眠くなったり頭がぼんやりした者がいたが、気絶したのはロイだけだった。この原因は、ひとつの酸素タンクが空になったときに、自動切換えバルブが作動しなかったこと。ともあれ操縦士が航行データを入力した連絡ロケットは、ゆっくりと宇宙病院を離れた。十分に離れてからメインエンジンに点火し、連絡ロケットはステーションに向けて航行を始めた。船内でドイル指令は、初めての水星探検隊に参加したときのことを話してくれた。半分は永遠の昼、反対側は永遠の夜（※これが書かれた時代には、水星は自転と公転が同期していると考えられていた）の天体。その境界の薄明地帯に着陸したこと。次に夜の地域に宇宙船を移動させて、探検を続けたこと。そこで信じられないことだが、生物を発見したこと。その生物を近くで観察するために寄ったとき、それが岩石を投げつけてきてドイル隊員の脚にあたったこと。そのため宇宙服の暖房回路が故障して、脚が凍りついてしまったこと。ドイル指令の両脚がなくなった理由を知って、一同はおし黙った。操縦士が時計を見て言った。「進路点検の時間を、10分過ぎている」。計器を見た彼は、身体をこわばらせ、キーボードを打った。再び計器をみると、ベルトを外して展望窓に飛びついた。窓の近くにいたロイも外を見た。病院を出発したときよりも、地球が小さくなっていた。

### 9 月からの弾丸
どうやら操縦士は、速度を秒速0.9マイル減少すべきところを、間違えて増速したらしい。あの酸素不足で、操縦士の頭もぼんやりしていたようだ。船はドイル指令が指揮することになった。船は地球の脱出軌道に乗っており、おおむね月の方向に向かっていた。月を回る軌道には入れるが、燃料不足のため着陸はできない。月に連絡船が残っていれば燃料補給はできるが、とんでもない大金がかかってしまう。例の操縦士が良い考えを提案した。電磁気トラック打ち上げ施設から、燃料タンクだけを打ち上げてもらうことだ。タンクは発射され、船には燃料が補給された。進路を地球に向けることはできたが、こんどは酸素不足のため低位ステーションに直接向かうことができず、通信中継ステーションへ向かった。途中でレーダーが物体を捉えた。それは一切の信号を発していなかったので、調査のために接近してみた。50フィートに近づいたとき、その表面にはドクロのマークが描かれてあった。

### 10 通信衛星
ドイル指令は、すぐにロケットをふかして物体から離れた。その物体は、放射性廃棄物を積んで打ち上げられたコンテナだった。それらは回収されて月面に埋められたはずだったが、見落とされたものが残っていたのだ。低位ステーションに帰ったら、全員の血液検査をすることにした。やがて一行は通信中継ステーション2号に到着した。それはアフリカ上空にあり、他の2つのステーションとともに、全地球的ネットワークを形成していた。連絡ロケットを点検するあいだ、ロイたちは内部を見学した。ロイは、ここが低位ステーションとは全く違い、できればここに残りたいとも思った。低位ステーションに戻る旅は、平穏無事に過ぎた。ロイを地球に連れ帰るロケットには、とっくに乗り遅れてしまったので、彼は居住ステーション経由で帰ることになった。そこは、火星や金星と行き来する人々の集まる場所だった。ロイを居住ステーションへ送るのには、あの手作りのスカイラーク号が使われた。練習生たちと握手してから、ロイは居住ステーション、いわゆる「空飛ぶホテル」に入った。そこは地球上の3分の1の重力があり、彼は洗面器に溜まる水を見つめていた。

### 11 スターライト・ホテル
重力のある環境では、ロイはよく寝られなかった。また、上下の区別なく暮らしてきたので「床」があることにも慣れなければなかった。居住ステーションは3つの円筒が入れ子構造になって回転していて、それぞれの円筒の重力が違っている。内側の円筒は地球重力の3分の1、真ん中の円筒は地球重力の3分の2であり、大部分の旅客はここにいた。その多くが火星から帰郷する人々だ。ロイはここで、火星から来た3人組の男女と友達になった。3人組は、地球では海で船に乗りたいが、怪物が出てきて飲み込まれるのが怖いと言う。陸地では、人食いトラやライオンに出会ったら怖いとも言う。ロイが、そんなことは起こらないと否定すると、3人組はニヤリとした。ロイをかついでいたのだ。一番外側の円筒は「全地球重力フロア」で、地球に降下する前の24時間は、ここに隔離されて重力に慣れなければならない。やがてスピーカーが、出発時間がきたので中央ホールへ集合するよう呼びかけ始めた。

### 12 故郷への長い下降
重力が3分の1のフロアには、多くの人々が集まってきた。地球連絡船は、それまででロイが乗った最大の宇宙船だった。発進とともに居住ステーションは、たちまち小さくなっていった。船は地球に船首を向けた。まだ赤道の上空500マイルにあるが、これから徐々に高度を下げて、30分もすれば大気圏に入る。例の3人組に対してロイは説明した。「あれが、火星も浮かべられる太平洋。あれは熱帯暴風雨」。やがて空気のうなりが聞こえてきた。宇宙船はいまや飛行機になり、インド洋の上を飛んでいた。やがて夜のとばりの中に、ニューギニアの宇宙港が見えてきた。着陸はあっけないものだった。重力に打ち勝とうとしている3人組に、すぐに火星と同じように跳び回れるよ、とロイはやさしく声をかけた。そのうちの1人が空を見上げた。ロイもステーションを探そうとしたが、いまは地球の影に隠れている。空を見ていた火星の子供が、赤い星を示して言った。「あれが故郷だ」。ロイの心は、宇宙ステーションを通り越して、赤い星に向かうのだった。

## 主な登場人物
- ロイ・マルカム - 本作の主人公。クイズ大会で優勝し、宇宙ステーションへ行く権利を得た。
- ドイル - ステーションの指令。
- ティム・ベントン - 練習生の中で、一番の年長者。
- ノーマン・ポーエン - 練習生。
- カール・ハッセ - 練習生。数学の天才。
- ロニー・ジョーダン - 練習生。
- ベイター・ヴァン・ホルベルグ - 練習生。

## 書誌情報
『宇宙島へ行く少年』 山高昭訳 ハヤカワ文庫SF SF682 1986年9月15日発行 ISBN 4-15-010682-7